# John Willie
John Alexander Scott Coutts (* 9. Dezember 1902 in Singapur; † 5. August 1962), auch bekannt unter seinem Künstlernamen John Willie, war ein Pionier der Fetischfotografie und Bondagekünstler.

## Leben
Coutts wurde in Singapur geboren und wuchs in England auf; er stammte aus einer wohlhabenden Bankiersfamilie. In den 1930er-Jahren brachte er sich, während er in Australien lebte, selbst das Zeichnen bei. 1940 zog er nach New York City um, wo er von 1946 bis 1959 sein Bondage- und Fetischmagazin Bizarre veröffentlichte. Die Ausgabe Nr. 2 erschien zuerst 1946, Ausgabe Nr. 1 wurde erst nach der Ausgabe Nr. 13 im Jahr 1954 veröffentlicht. Der Grund hierfür ist unbekannt.
Das Magazin enthielt Fotografien, von denen viele seine Ehefrau zeigten. Ein weiterer wichtiger Bestandteil jeder Ausgabe waren zahlreiche Leserbriefe, deren Authentizität immer wieder angezweifelt wurde. Er beharrte jedoch stets auf ihrer Echtheit.
Als Bondagekünstler wurde John Willie insbesondere durch den von ihm geschaffenen Charakter Sweet Gwendoline bekannt. Willie zeichnete diese Figur in einem klaren, anatomisch korrekten Stil, der spätere Künstler wie zum Beispiel ENEG und Eric Stanton deutlich beeinflusste. Weitere von ihm entwickelte Charaktere sind die schwarzhaarige Geheimagentin U69 (aufgrund der damaligen Zensur in einigen Ausgaben auch als „U89“ bezeichnet, möglicherweise Vorbild für Emma Peel), welche die naive Gwendoline regelmäßig aus misslichen Lagen (meist freiwilligen wie unfreiwilligen Fesselungen) befreien muss, und der meist etwas tollpatschige Sir Dystic d’Arcy, der einzige Mann in den Geschichten – wahrscheinlich eine Parodie Willies auf sich selbst. Er und seine dominante Partnerin, die Gräfin, haben es auf Gwendoline abgesehen.
Die Comics wurden von Irving Klaw veröffentlicht, demselben Verleger, der Bettie Page als Bondagemodell entdeckt und Eric Stanton gezwungen hatte, Kleidung über die Peitschenmale in den Originalen von The Escape Artist und The Missing Princess zu zeichnen.
1961 entwickelte Coutts einen Gehirntumor und war gezwungen, sein auf Postversand beruhendes Geschäft aufzugeben. Er zerstörte sein Archiv und kehrte nach England zurück, wo er ein Jahr später starb.
Seine Figur Sweet Gwendoline wird in dem Song Sweet Sweet Gwendoline der Berliner Band Die Ärzte behandelt. Die Figur wurde – in abgewandelter Form als Skelett – auf der LP Ab 18 und auf Eintrittskarten für ein Konzert abgedruckt. Später wurde das Lied von der Bundesprüfstelle für Jugendgefährdende Medien (BPjM) indiziert.

## Zitat
„Wenn ein Modell keine gute Schauspielerin ist oder nicht ‚dieses besondere Gesicht‘ hat, ist es für sie schwierig, betrübt und elend dreinzuschauen, während sie für mich arbeitet. Mein Studio ist ein sehr heiterer Ort – und so ganz anders, als die Stimmung, die Gwendoline umgibt, wenn sie der Gräfin in die Finger fällt.“ – übersetzt nach John Willie, The Art of John Willie, Sophisticated Bondage (Book Two) (Seite 1)